# Histogen

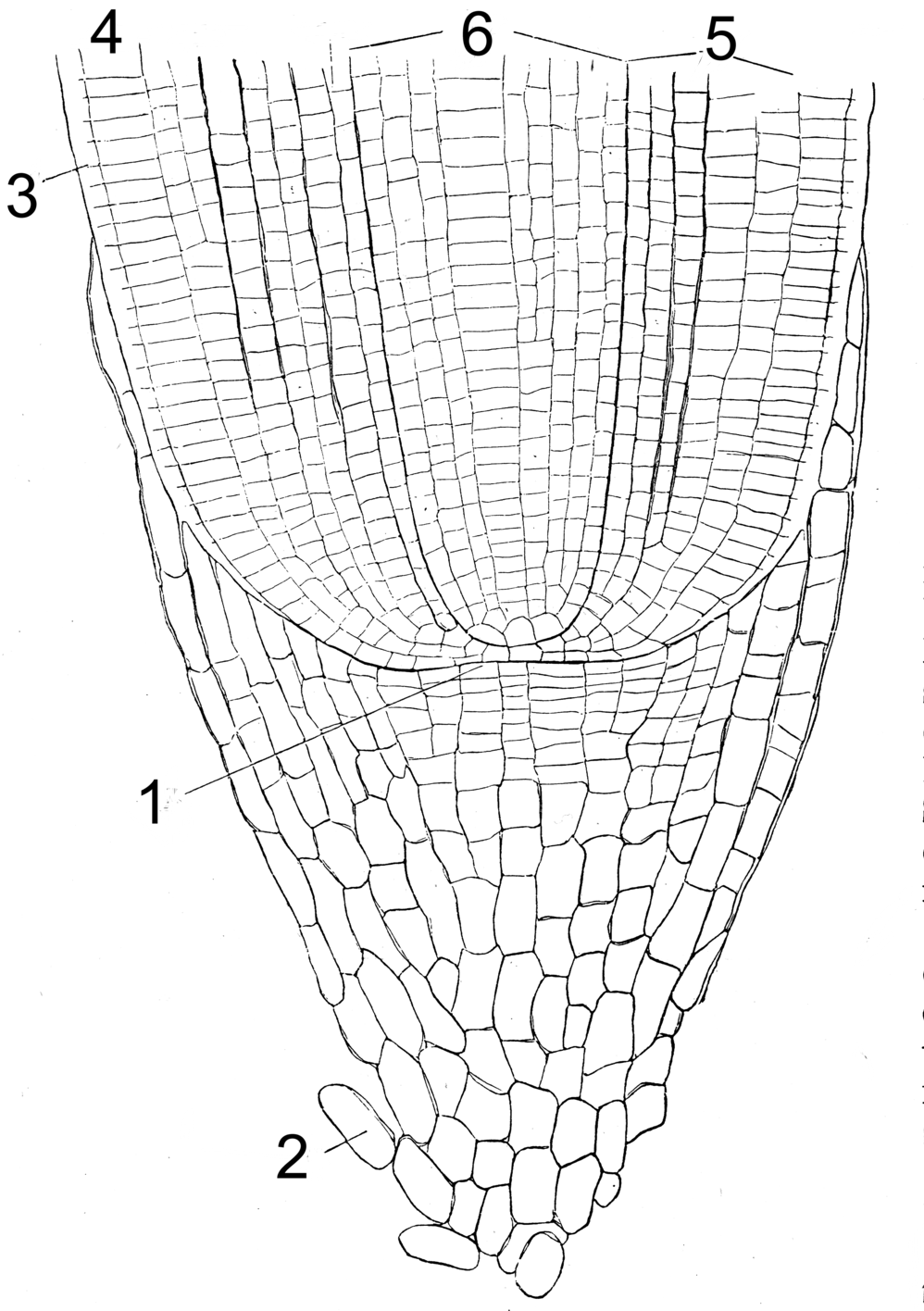
Budowa merystemu wierzchołkowego korzenia: 1 – merystem, 2 – czapeczka, 3 – ryzoderma, 4 – dermatogen, 5 – peryblem, 6 – plerom

Histogen – warstwa komórek w merystemie wierzchołkowym korzenia. Zwykle wyróżniane są trzy warstwy: plerom, peryblem i dermatogen. Każda z warstw różnicuje się w określone tkanki stałe. U niektórych roślin wyróżniany jest czwarty histogen, nazywany kaliptrogenem. Jest on obecny na przykład u roślin z rodzajów Pistia lub Hydrocharis. Teoria histogenów została sformułowana przez Johannesa von Hansteina w XIX wieku.
Dwuliścienne mają zwykle trzy komórki inicjalne, a każdy histogen powstaje z oddzielnej komórki. Najbardziej zewnętrzna komórka inicjalna odpowiedzialna jest za powstanie zarówno dermatogenu, jak i czapeczki. Podobnie jest u jednoliściennych, jednak tutaj dermatogen i peryblem powstają ze środkowej komórki inicjalnej. U skrzypów, niektórych gatunków z rodzaju widliczka i większości paproci występuje tylko jedna komórka inicjalna. U nagonasiennych z dwóch istniejących komórek inicjalnych powstaje plerom i peryblem z czapeczką. Dermatogen nie wykształca się, a ryzoderma powstaje z peryblemu.